# 뤄장구 (더양시)

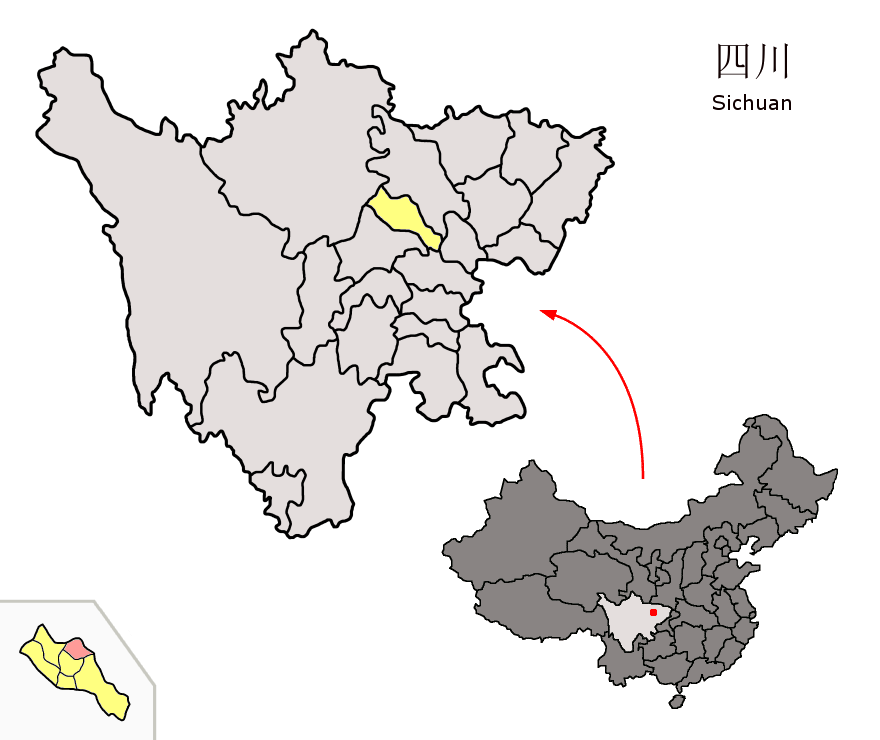
뤄장 구의 위치

뤄장구(한국어: 나강구, 중국어: 罗江区, 병음: Luójiāng Qū)는 중화인민공화국 쓰촨성 더양 시의 현급 행정 구역이다. 넓이는 448km2이고, 인구는 2007년 기준으로 240,000명이다.

## 기후
연평균 기온은 16℃이고 연평균 강수량은 916.6mm이다.

## 행정 구역
10개 진을 관할한다.
- 진: 万安镇, 鄢家镇, 金山镇, 略坪镇, 御营镇, 慧觉镇, 调元镇, 新盛镇, 蟠龙镇, 白马关镇.